# Bình Thạnh, Tuy Phong
Bình Thạnh là một xã thuộc huyện Tuy Phong, tỉnh Bình Thuận, Việt Nam.
Xã Bình Thạnh có diện tích 27,74 km², dân số năm 1999 là 2.509 người, mật độ dân số đạt 90 người/km².